# Augusto da Silva Carvalho
Augusto da Silva Carvalho (Tavira, 13 de dezembro de 1861 — Lisboa, 11 de março de 1957) foi um médico, professor, administrador hospitalar e historiador.

## Biografia
Licenciado em Medicina pela Escola Médico-Cirúrgica de Lisboa, deixou ampla bibliografia na área da Epidemiologia, Saúde Pública e História da Medicina.
Foi presidente da Sociedade das Ciências Médicas de Lisboa e professor de História da Medicina convidado da Faculdade de Medicina da Universidade de Lisboa. Em 2 de Junho de 1921 foi eleito para a Academia das Ciências de Lisboa, tornando-se sócio efectivo em 1928.
Encontra-se colaboração a sua autoria na edição mensal do Diário de Lisboa publicado em 1933 e na Revista de Arqueologia  (1932-1938).